# علي جعفر العلاق
علي جعفر العلّاق (1945) شاعر وأستاذ جامعي عراقي. ولد في الكوت من محافظة واسط. حصل على الإجازة في اللغة العربية من الجامعة المستنصرية في بغداد عام 1973 ثم الدكتوراه من جامعة إكستر في بريطانيا عام 1983. عمل استاذاً للأدب والنقد في جامعة صنعاء.
من دواوينه الشعرية لا شيء يحدث ... لا أحد يجيء 1973 ووطن لطيور الماء 1975 وشجر العائلة 1979 وفاكهة الماضي 1987 وأيام آدم 1993 وله مؤلفات في النقد والدراسات. قضّى في صنعاء سنوات ودرّس بجامعتها بعدها رحل إلى الإمارات، حيث يقيم في مدينة العين.

## سيرته
ولد علي جعفر العلّاق في الكوت من محافظة واسط (العمارة آنذاك) بجنوب العراق سنة 1945. في منتصف خمسينات انتقلت عائلته إلى بغداد فاستأنف دراسته هناك إلى أن تخرج من الجامعة المستنصرية عام 1973 ليصدر كتابه الشعري الأول «لا شيء يحدث لا أحد يجيء» في السنة نفسها وكان قد أهداه إلى أبيه.

في ثمانينات ذهب للدراسة في لندن وحصل على الدكتوراه من جامعة إكستر في بريطانيا عام 1983. في التسعينات، في بداياتها ذهب للتدريس في اليمن من 1991 حتى عام 1997. قضّى في صنعاء سنوات لينتقل بعدها إلى الإمارات، حيث يقيم في مدينة العين.

## شعره
قال عنه فاروق يوسف أنه كان ناشطا في مجال نقد الشعر وتحليله والتقاط الجوانب النظرية. «وكان في كل كتاباته النظرية منحازا إلى ما يهوى، رصيده من الشعر العربي الحديث والقديم الذي شكل بالنسبة إليه مرجعية شعرية شخصية. لقد صنع من كتبه النثرية مجالا حيويا يتمكن القارئ حين الدخول إليه من التعرف على أسرار العملية الشعرية فكانت تلك الكتب بمثابة مختبر، عرض فيه الشاعر حياته السرية قارئا. تتداخل متعة القراءة بشغف الشعر، فكان العلاق يحلّق في نثره كما لو أنه بصدد استرجاع مشاعره حين قرأ أول مرة قصائد الشعراء الذين كتب عنهم.» 

## مؤلفاته

### مجموعاته الشعرية
- لا شيء يحدث ... لا أحد يجيء، دار العودة، 1973
- وطن لطيور الماء، وزارة الإعلام، العراق، 1975
- شجر العائلة، وزارة الإعلام، العراق، 1979
- فاكهة الماضي، 1987
- أيام آدم، 1993
- ممالك ضائعة، الهيئة العامة لقصور الثقافة، 1999
- نداء البدايات
- سيد الوحشتين، المؤسسة العربية للدراسات والنشر، 2006
- ها هي الغابة فأين الأشجار، دار أزمنة للنشر والتوزيع، 2007
- قبيلة من الأنهار، دار الشروق للنشر والتوزيع، 2008
- هكذا قلت للريح، المؤسسة العربية للدراسات والنشر، 2009
- حتى يفيض الحصى بالكلام، المؤسسة العربية للدراسات والنشر، 2013
- حياة في القصيدة، 2015
- ذاهب لاصطياد الندى، فضاءات للنشر والتوزيع، 2017
- المجموعات الشعرية الأخيرة ، دبي، 2021.
- فراشات لتبديد الوحشة، دار خطوط، عمان، 2021
- تفاحة الضوء: مختارات شعرية. 2021.[7]
- الأعمال الشعرية (الجزء الأول). 2022.
- الأعمال الشعرية (الجزء الثاني). 2022.

### مؤلفات أخرى
- الشعر والتلقّي:دراسات نقديّة، فضاءات للنشر والتوزيع، 2013
- ممكلة الغجر
- الشريف الرضي
- دماء القصيدة الحديثة
- في حداثة النص الشعري، فضاءات للنشر والتوزيع، 2013
- الدلالة المرئية، فضاءات للنشر والتوزيع، 2013
- من نص الأسطورة إلى أسطورة النص، فضاءات للنشر والتوزيع، 2017
- في مديح النصوص، فضاءات للنشر والتوزيع، 2018
- المعنى المراوغ؛ قراءات في شعرية النص، فضاءات للنشر والتوزيع، 2020
- إلى أين أيتها القصيدة (سيرة ذاتية)، 2020.[8]

## الجوائز
حصل على جائزة العويس للشعر في دورتها 2019 
حصل على جائزة الشيخ زايد للكتاب في دورتها السابعة عشر في فرع الآداب عام 2023 عن كتابه (إلى أين أيتها القصيدة؟ سيرة ذاتية).

## وصلات خارجية
- صفحته على موقع صحيفة العرب